# Azzega
Azzega (in tigrino: ሓዘጋ, Ḥazäga) è un villaggio dell'Eritrea centrale ubicato nella Regione Centrale o antica provincia di Amasien. Si trova a circa 16 km a nord-ovest della capitale, Asmara, e a circa 80 km a sud-est di Cheren. La religione praticata è quella cristiana e nel villaggio si parla la lingua tigrina di Eritrea. Il villaggio si trova ad alcuni chilometri da Amba Derho vicino al fiume Anseba e a est di Zazzega a una quota di 2 323 m s.l.m. Nel villaggio esistono due chiese, una evangelica e l'altra ortodossa.

## Storia

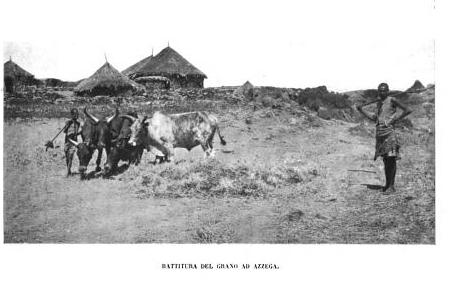
Battitura del grano ad Azzega (1908)

Un tempo era la capitale del Minabe Zerai, distretto di Amasien. Il villaggio riveste importanza storica per le sfide con il villaggio vicino di Zazzega per ottenere il comando sull'ex Provincia di Amasien durante il XVIII e XIX secolo. Tuttavia, il suo breve successo a metà del XIX secolo sotto Ras Woldemichael Salomone si concluse con la caduta di entrambe le dinastie, prima sotto i Tigrean di Ras Alula e quindi gli italiani. Durante il periodo italiano sembra che l'importanza di Azzega sia stata piuttosto modesta, quasi nessuna informazione sul villaggio si trova nella letteratura di quel tempo. Durante la guerra d'indipendenza dell'Eritrea la città è stata tenuta dall'ELF nel periodo 1974-1977 e dall'EPLF fino al 1978, quando i Derg sfondarono le linee eritree presso il vicino villaggio di Adi Yaqob. Oggi Azzega è un piccolo villaggio di circa duemila abitanti.